# Thottska huset
Thottska huset er Malmøs ældste bevarede bindingsværkshus på Östergatan nær Drottningtorget. Huset gennemgik i 1970'erne en omfattende restaurering, hvilket indebar at størstedelen af husets bindingsværk blev udbyttet med moderne bygningsmateriale. På trods af dette giver huset et godt billede af hvordan et rigmandshus så ud på Malmøs hovedstrøg i 1500-tallet.
Portbjælken og dørbjælken ud mod gaden er de originale og fortæller, at det var den rige Tage Thott og hustruen Else Ulfstand som opførte huset i 1558. Førstesalen har interessante vægmalerier fra tiden for huset opførelse, blandt andet Nordens ældste afbildede kalkun.